# Vignoble de Saale-Unstrut

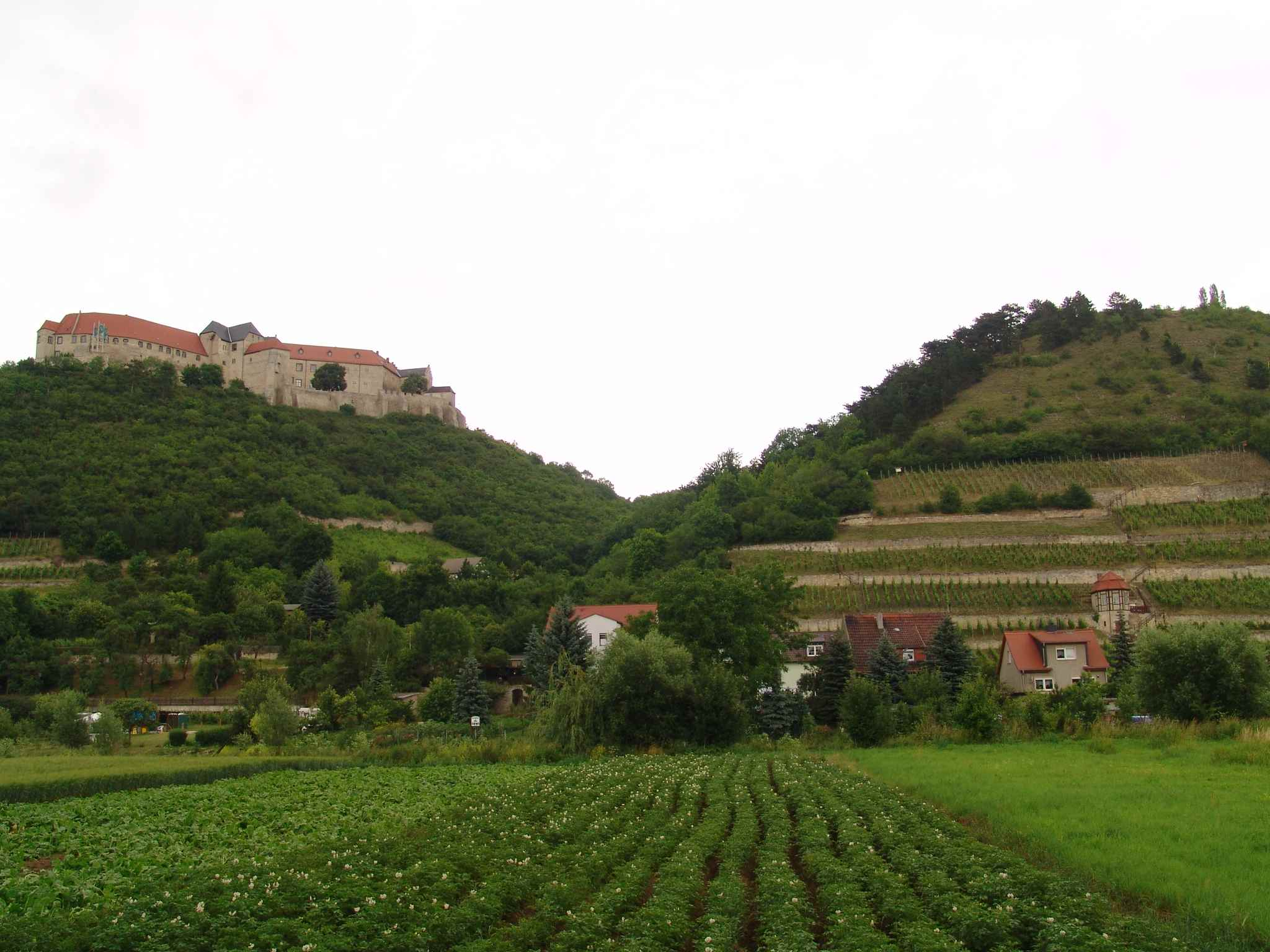
Vignoble aux alentours de Freyburg

La Saale-Unstrut est une région viticole située principalement en Saxe-Anhalt. Dominée par les blancs, c'est la plus septentrionale des 13 régions de production de vin de qualité en Allemagne. Le vignoble s'étend le long de l'Unstrut de Laucha jusqu'à Naumburg et le long de la Saale de Iéna à Burgwerben, ainsi que sur quelques coteaux isolés à Bad Sulza, près de Zeitz, Seeburg, Beyernaumburg et même à Werder (Havel) près de Potsdam.
La culture du vin est attestée dans la région en 998 et se développe durant le Moyen Âge pour atteindre 10000 hectares. La guerre de Trente Ans et les changements climatiques conduisent à un recul du vignoble. La région Saale-Unstrut est aussi la première région allemande touchée par le phylloxéra et, en 1919, la surface plantée en vigne n'est plus que de 100 hectares.
Le vignoble se développe de nouveau sous la République démocratique allemande pour atteindre 480 ha en 1986 puis après la réunification. Aujourd'hui, la surface cultivée est de 650 ha, 610 en Saxe-Anhalt et 40 en Thuringe.
La pauvreté du sol, les précipitations irrégulières et le climat limitent la culture aux cépages précoces comme le müller-thurgau (Müller-Thurgau), le pinot blanc (Weißburgunder), et le sylvaner (Silvaner). La plupart des vins produits sont des vins blancs secs et les vendanges tardives sont irrégulières. Rotkäppchen Sektkellerei (producteur réputé de vins pétillants) est également installé à Freyburg.

## Source
- (de) Cet article est partiellement ou en totalité issu de l’article de Wikipédia en allemand intitulé « Saale-Unstrut-Region » (voir la liste des auteurs).